# Carmela
Carmela  è un nome proprio di persona italiano femminile.

## Varianti
- Femminili: Carmen, Carmina, Carmelia[1][2][3][4]
  - Alterati: Carmelina, Carmelinda, Carmelita, Carminella, Carmencita[2][4][5]
- Maschili: Carmelo, Carmelio, Carmine, Carmino, Carminio, Carmenio[2][4][5]
  - Alterati: Carmelino, Carmelindo, Carmelito, Carminuccio, Carminello[2][4]

### Varianti in altre lingue
- Asturiano: Carmele, Carme[6]
- Basco: Karmele, Karmiñe, Carme[6]
  - Maschili: Karmel[6]
- Catalana: Carme, Carmela, Carmina[3][6]
- Croato: Karmela, Karmen[3]
- Estone: Karmen[3]
- Francese: Carmen[3]
- Galiziano: Carme, Carmela[3]
- Inglese: Carmel, Carmella[3][5]
  - Maschili: Carmel[3]
- Portoghese: Carmo, Carmem, Carmen[3]
  - Alterati: Carminho[3]
- Rumeno: Carmen[3]
- Sloveno: Karmen[3]
- Spagnolo: Carmen, Carmela, Carmina[3][5][6]
  - Alterati: Carmelita, Carmencita[3][5]
  - Maschili: Carmelo[3][6]
- Tedesco: Carmen[3]

## Origine e diffusione

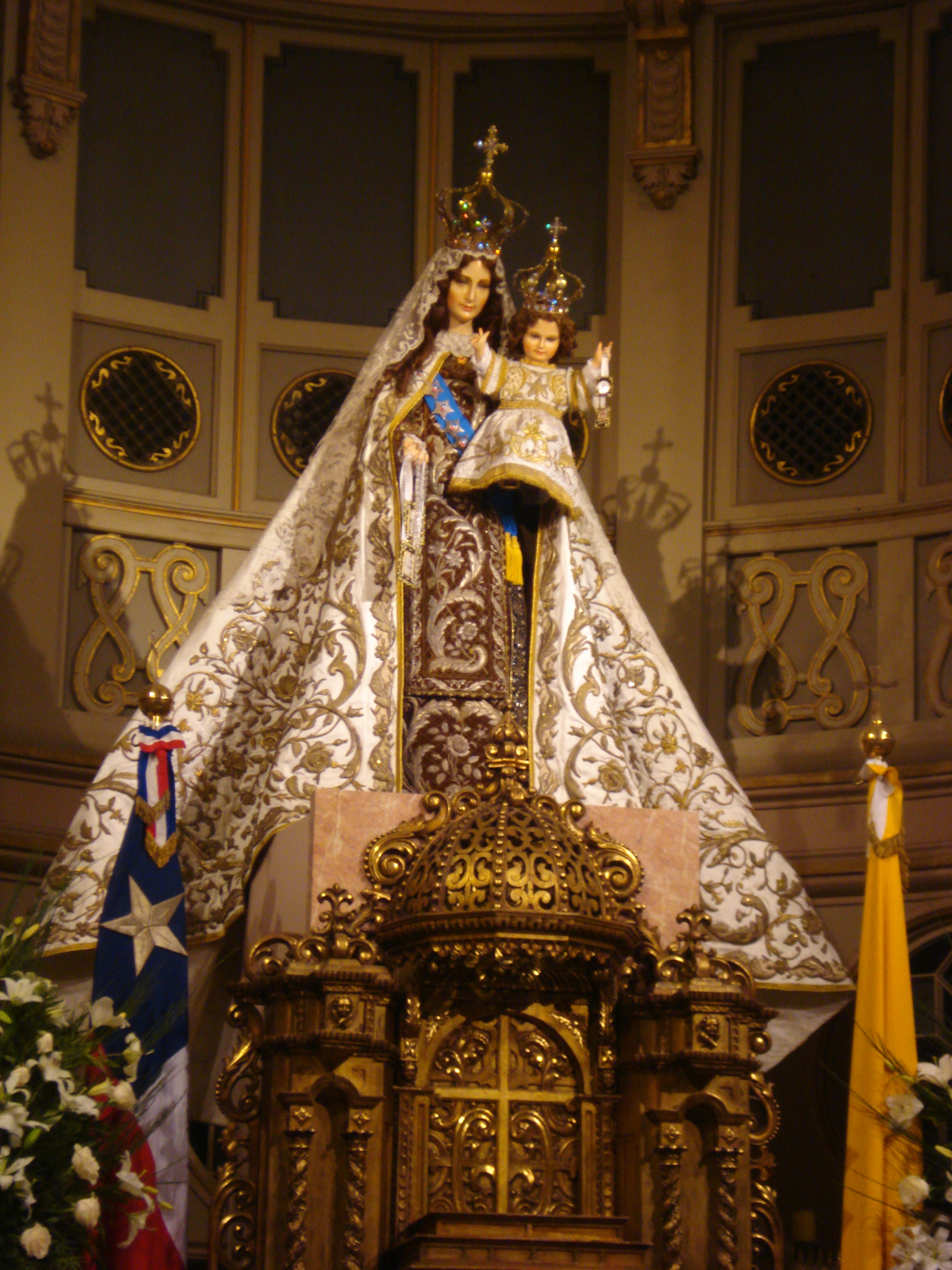
Statua della Beata Vergine Maria del Monte Carmelo nella Cattedrale di Santiago del Cile.

Si tratta di un nome devozionale in onore della apparizione mariana di cui sarebbe stato testimone nel 1251 san Simone Stock, avvenuta sul Monte Carmelo in Palestina: il nome di questa montagna, in latino Carmelus e in greco Κάρμηλος (Kármēlos), deriva dall'ebraico כַּרְמֶל (karmél), che vuol dire "giardino", ed è dovuto all'abbondanza di fiori che cresce sulle sue pendici. La terminazione di alcune forme in -n anziché in -l è dovuta all'associazione con il latino carmen, "canzone", "poema".
La diffusione del nome inizia probabilmente in Spagna con il nome Maria del Carmen, poi abbreviato semplicemente in Carmen e in Carmela; questa seconda forma, tratta dal latino ecclesiastico, raggiunse l'Italia meridionale probabilmente durante la dominazione spagnola, generando quindi il corrispettivo maschile Carmelo. Sebbene più frequente nel Sud Italia, e in particolare in Sicilia e Campania, il nome femminile si è diffuso in tutto il paese, e negli anni 1970 se ne contavano circa 315 000 occorrenze, a cui se ne affiancavano altre 47 000 della forma spagnola Carmen, più frequente al Nord e al Centro, adottata senza variazioni anche in italiano (e in tutta Europa) da metà Ottocento grazie al successo dell'omonima novella del 1845 di Prosper Mérimée, e specialmente dell'opera lirica che Georges Bizet ne trasse nel 1875. Le forme maschili sono invece rimaste confinate perlopiù al Sud Italia, con 97 000 per Carmelo e 77 000 per Carmine.
Nei paesi anglofoni è diffuso nella forma Carmel, usata in ambienti cattolici e talvolta in quelli ebraici; in questi ultimi ha valenza ambigenere.

## Onomastico
L'onomastico si festeggia generalmente il 16 luglio, in occasione della festa della Madonna del Carmelo. 
Con questo nome si possono ricordare anche san Girolamo Carmelo di Savoia, veggente mercedario, commemorato il 2 marzo, e la beata Carmen Sallés y Barangueras, fondatrice delle Religiose concezioniste missionarie dell'insegnamento, ricordata il 25 luglio. Vi sono inoltre vari beati tra i martiri della guerra civile spagnola, fra cui, alle date seguenti:
- 30 gennaio, beata Carmela Garcia Moyon, insegnante di dottrina cristiana[7]
- 15 agosto, beato Carmelo Sastre Sastre, sacerdote[7]
- 1º settembre, beata Maria Carmen Moreno Benitez, religiosa delle Figlie di Maria Ausiliatrice, uccisa a Barcellona[8]
- 1º ottobre, beato Carmelo Giovanni Perez Rodriguez, suddiacono salesiano, ucciso a Madrid[7]
- 5 novembre, beata Maria Carmela Viel Ferrando, vergine[7]

## Persone
- Carmela Adani, scultrice italiana

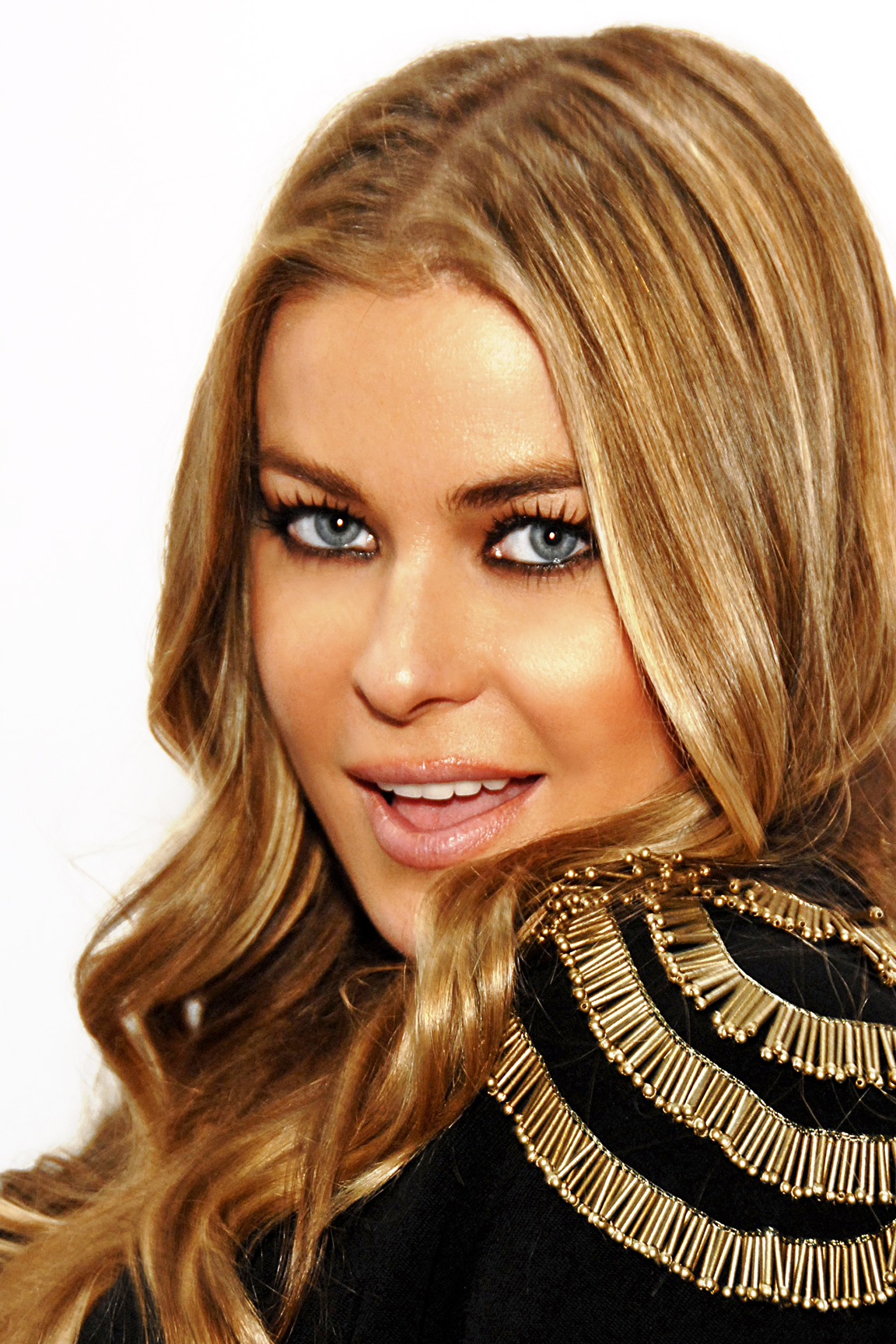
Carmen Electra

- Carmela Allucci, pallanuotista italiana
- Maria Carmela Colaneri, medaglista italiana
- Carmela Remigio, soprano italiano
- Carmela Vincenti, attrice, personaggio televisivo e doppiatrice italiana

### Variante Carmen
- Carmen Blanco, scrittrice spagnola

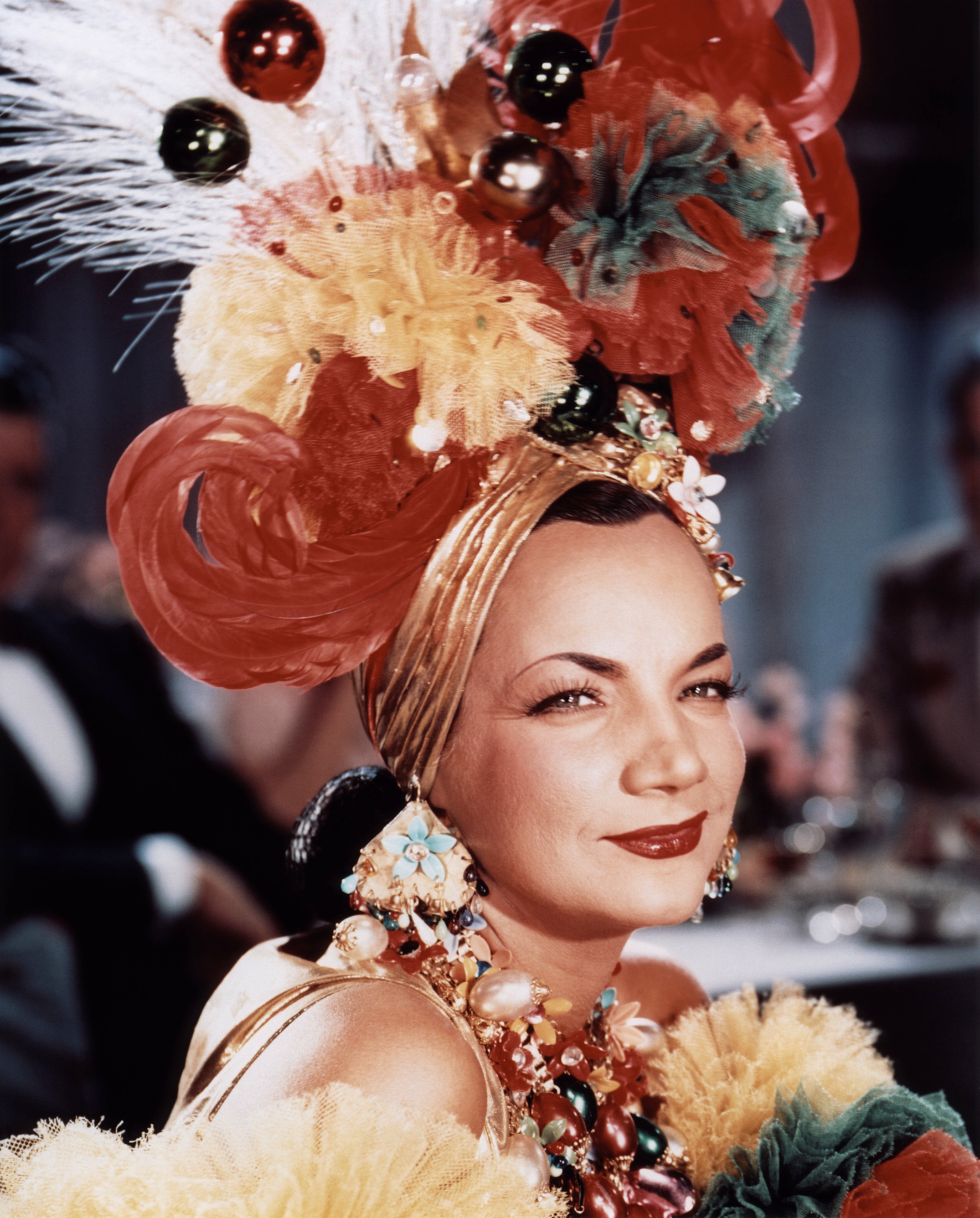
Carmen Miranda

- Carmen Boullosa, scrittrice, poetessa e drammaturga messicana
- Carmen Consoli, cantautrice e polistrumentista italiana
- Carmen Di Pietro, showgirl, attrice, personaggio televisivo ed ex modella italiana
- Carmen Electra, modella, attrice, cantante, ballerina e personaggio televisivo statunitense
- Carmen Hernández, catechista spagnola, cofondatrice del Cammino neocatecumenale
- Carmen Kass, supermodella estone
- Carmen Maura, attrice spagnola
- Carmen McRae, cantante, compositrice, pianista e attrice statunitense
- Carmen Miranda, cantante, attrice e ballerina portoghese naturalizzata brasiliana
- Carmen Mondragón, pittrice, poetessa e modella messicana
- Carmen Russo, showgirl, ballerina, personaggio televisivo e attrice italiana
- Carmen Villani, cantante, attrice e showgirl italiana

### Altre varianti femminili

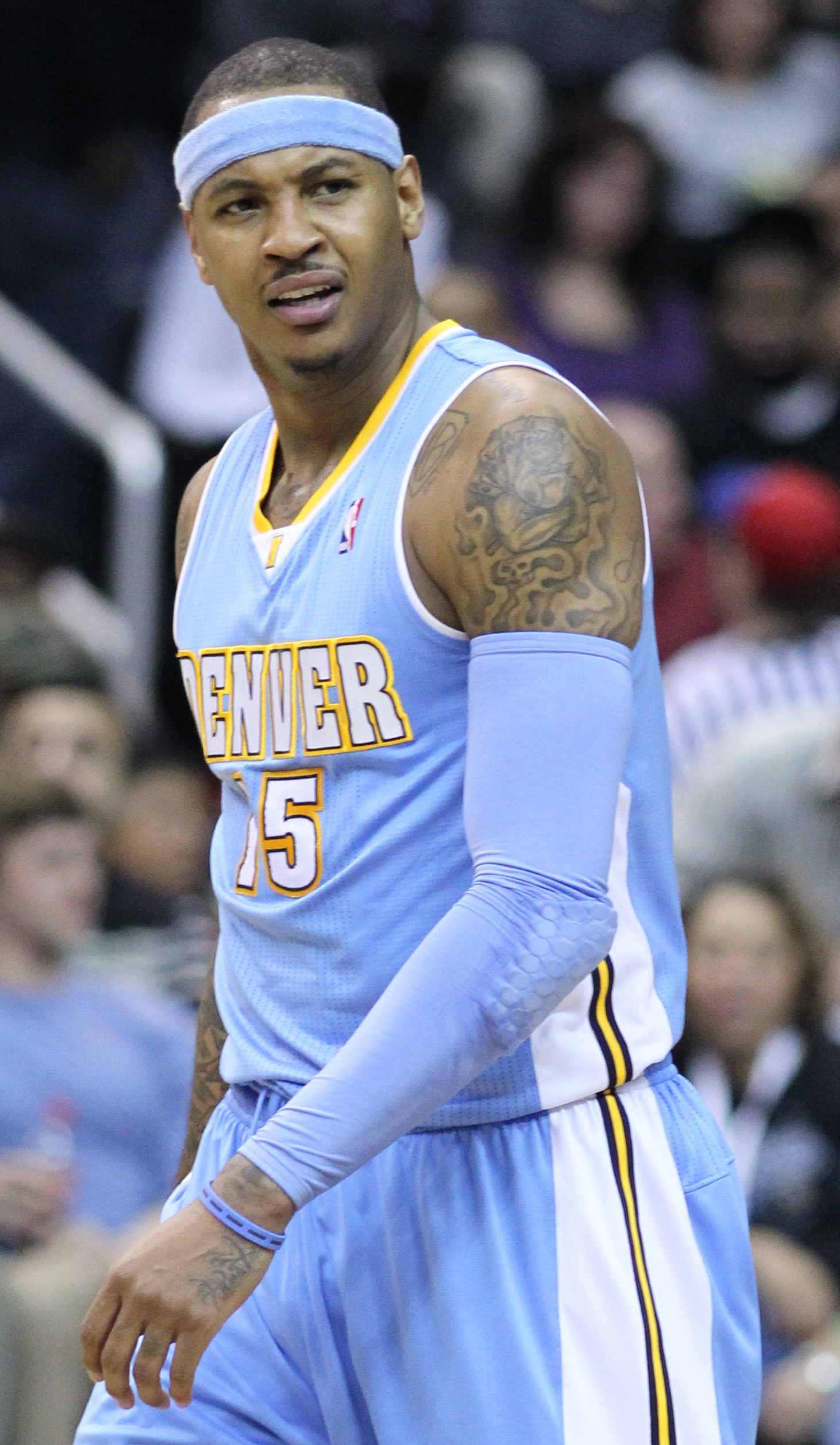
Carmelo Anthony

- Carme Chacón, avvocata, docente e politica spagnola
- Carmella DeCesare, modella e wrestler statunitense
- Carmelita Jeter, velocista statunitense
- Carmel McCourt, cantante britannica
- Carmel Myers, attrice statunitense
- Carmelina Naselli, letterata, etnologa e bibliotecaria italiana
- Karmen Stavec, cantante slovena
- Carmel Zollo, politica australiana

### Variante maschile Carmelo

Carmelo Bene

- Carmelo Anthony, cestista statunitense
- Carmelo Bene, attore, drammaturgo, regista, scrittore e poeta italiano
- Carmelo Ciccia, scrittore e critico letterario italiano
- Carmelo Borg Pisani, militare maltese
- Carmelo Di Bella, calciatore e allenatore di calcio italiano
- Carmelo Floris, pittore e incisore italiano
- Carmelo Pagano, cantante e compositore italiano
- Carmelo Salanitro, antifascista italiano
- Carmelo Sciuto Patti, architetto, ingegnere e geologo italiano

### Variante maschile Carmine
- Carmine Abate, scrittore italiano
- Carmine Abbagnale, canottiere italiano
- Carmine Appice, batterista statunitense
- Carmine Crocco, brigante italiano
- Carmine Gallone, regista italiano
- Carmine Gautieri, calciatore e allenatore di calcio italiano
- Carmine Giovinazzo, attore statunitense
- Carmine Nunziata, calciatore e allenatore di calcio italiano
- Carmine Tundo, cantautore e musicista italiano

## Il nome nelle arti
- Carmen è la protagonista dell'opera omonima di Georges Bizet del 1845 e delle opere da essa tratte.
- Carmela, nome tradizionalmente molto diffuso a Napoli, è molto ricorrente nel teatro di Eduardo De Filippo: personaggi (per lo più secondari e di estrazione popolare) con questo nome si ritrovano nelle commedie Natale in casa Cupiello, L'abito nuovo (Carmenella), Il ciclone, Non ti pago, Questi fantasmi!, Le bugie con le gambe lunghe e Mia famiglia.
- Carmela è la protagonista della canzone napoletana 'A sunnambula, composta nel 1957 da Gigi Pisano ed Eduardo Alfieri, nonché del film Carmela è una bambola (1958, regia di Gianni Puccini) ispirato alla canzone.
- Carmela è la protagonista dell'omonimo film del 1942, diretto da Flavio Calzavara e reso celebre dall'interpretazione di Doris Duranti che si mostra a seno nudo.
- Carmela Artù è la protagonista femminile del film del 1952 Due soldi di speranza, diretto da Renato Castellani.
- Carmela Renzullo è un personaggio dei film La nonna Sabella (1957, regia di Dino Risi) e La nipote Sabella (1958, regia di Giorgio Bianchi).
- Carmelina Nicosia è un personaggio dei film I soliti ignoti (1958, regia di Mario Monicelli), Audace colpo dei soliti ignoti (1959, regia di Nanni Loy) e I soliti ignoti vent'anni dopo (1985, regia di Amanzio Todini).
- Carmela è il personaggio femminile principale del film Bello, onesto, emigrato Australia sposerebbe compaesana illibata (1971, regia di Luigi Zampa).
- Carmen Necchi è un personaggio dei film Amici miei (1975, regia di Mario Monicelli), Amici miei - Atto IIº (1982, regia di Mario Monicelli), e Amici miei - Atto IIIº (1985, regia di Nanni Loy).
- Prénom Carmen è un film del 1983 diretto da Jean-Luc Godard.
- Carmela Corleone è un personaggio del romanzo di Mario Puzo Il padrino e delle opere da esso tratte.
- Carmelita Ghette è un personaggio della serie dei romanzi di Lemony Snicket Una serie di sfortunati eventi. Da lei prende il nome di Carmelita, il sottomarino che appare nelle storie.
- Carmen Sandiego è un personaggio dell'omonima saga di videogiochi e programmi televisivi.
- Carmela Soprano è un personaggio della serie televisiva I Soprano.
- Carme'... Carme' è una canzone scritta da Totò nel 1953.
- Oh Carmela è il titolo di una canzone di Donatella Rettore.
- Carmen è il titolo di un singolo di Lana Del Rey.
- Carmen è un personaggio della serie di romanzi e film Twilight, creata da Stephenie Meyer.
- Carmencita era il personaggio femminile di uno spot a pupazzi animati di Carosello Rai, che reclamizzava una notissima marca di caffè. L'azienda produsse anche una caffettiera con lo stesso nome del personaggio.
- Carmine Falcone è un personaggio della serie Batman.
- Carmine Gerace è un personaggio del romanzo L'isola di Arturo di Elsa Morante.
- Carmelo Mardocheo (Mimì) è il protagonista del film del 1972 Mimì metallurgico ferito nell'onore, diretto da Lina Wertmüller.
- Carmelo Patanè è un personaggio del film del 1961 Divorzio all'italiana, diretto da Pietro Germi.